# Jaraczewo
Jaraczewo (dawn. niem. Obragrund) – miasto w województwie wielkopolskim, w powiecie jarocińskim, siedziba gminy miejsko-wiejskiej Jaraczewo.

## Położenie
Miasto położone jest przy drodze krajowej nr 12 Łęknica-Leszno-Jaraczewo-Kalisz-Dorohusk, ok. 10 km na zachód od Jarocina, ok. 45 km na północny zachód od Ostrowa i ok. 70 km na południowy wschód od Poznania.

## Nazwa
Miejscowość ma metrykę średniowieczną. Nazwa notowana od XIV wieku i miała prawie cały czas tę samą formę: 1394 Benek de Jaraczewo, 1401 de Iaraczewo, 1415 Jeraczewo, 1498 de Iaraczewo, 1510 Jaraczewo villa, Jaraczew oppidium, 1620 Jaraczewo Villa, 1674 Iaraczew oppidium, Jaraczewo, 1789 Miasteczko Jaraczew, 1882 Jaraczew lub Jaraczewo. Nazwa pochodzi od nazwy osobowej Jaracz.

## Historia
W latach 1519–1934 Jaraczewo posiadało prawa miejskie. Miejscowość była gniazdem rodowym wielkopolskiej rodziny szlacheckiej Jaraczewskich herbu Zaremba, do których należała przez cztery wieki. W XV wieku przedstawiciele rodu ufundowali w miejscowości kościół, w którym znajdowały się portrety fundatorów oraz ich groby rodowe m.in. Adama Jaraczewskiego zm. w 1657 roku uczestnika bitwy pod Chocimiem oraz potopu szwedzkiego .
Do II rozbioru Polski (1793) Jaraczewo leżało w województwie kaliskim; w wyniku rozbioru województwo kaliskie zostało włączone do Królestwa Prus, do prowincji Prusy Południowe.
Po rozbiorach Polski miejscowość znalazła się w zaborze pruskim. Jako miasto opisał ją XIX wieczny Słownik geograficzny Królestwa Polskiego. W 1811 znajdowało się w nim 34 domy z 560 mieszkańcami, a w 1837 ich liczba wzrosła do 817. W 1871 roku w miejscowości było 92 domy, w których zamieszkiwało 1105 mieszkańców w tym 832 katolików, 147 żydów i 126 ewangelików. W 1875 roku liczba mieszkańców spadła do 1068. W mieście mieszkało wówczas 298 analfabetów.
Pod koniec XIX wieku Jaraczewscy utracili majątki w mieście. W 1882 roku znajdował się w nim kościół katolicki, synagoga, kilkuklasowa szkoła elementarna, urząd poborowy (podatkowy) oraz pocztowy, a także kasa pożyczkowa, kółko włościańskie, trzy gorzelnie oraz fabryka serów. W mieście w XIX wieku odbywały się cztery jarmarki rocznie.
Słownik odnotowuje również odkrycie archeologiczne jakie miało miejsce w okolicy miejscowości. W XIX wieku wykopano brązowe pierścienie i ostrze żelazne oszczepu.
Pod koniec II wojny światowej 9 lutego 1945 roku na okolicznym polu rozbił się amerykański bombowiec. W katastrofie zginęło 5 żołnierzy. Miejsce to zostało upamiętnione krzyżem i tablicą.
1 stycznia 2016 roku Jaraczewo odzyskało prawa miejskie.
W 2022 r. zamieszkiwało je 1374 osób.
29 grudnia 2022 roku w Parku im. Powstańców Wielkopolskich w Jaraczewie odsłonięto poświęcony Powstańcom pomnik.

## Zabytki
- rynek miejski z ośmioma wylotami ulic i zabudową głównie z XIX wieku;
- kościół klasycystyczny św. Marii Magdaleny z XIX wieku;
- dwór z pierwszej połowy XIX wieku.

## Wspólnoty wyznaniowe
W mieście znajduje się jedna parafia rzymskokatolicka:
- parafia św. Marii Magdaleny

## Osoby związane z miejscowością
- W Jaraczewie pochowany został w 1831 roku Adam Jaraczewski polski generał, który zmarł w czasie powstania listopadowego[9] [6] .

## Współpraca
- Bílina
- Leuna
- Nowowołyńsk

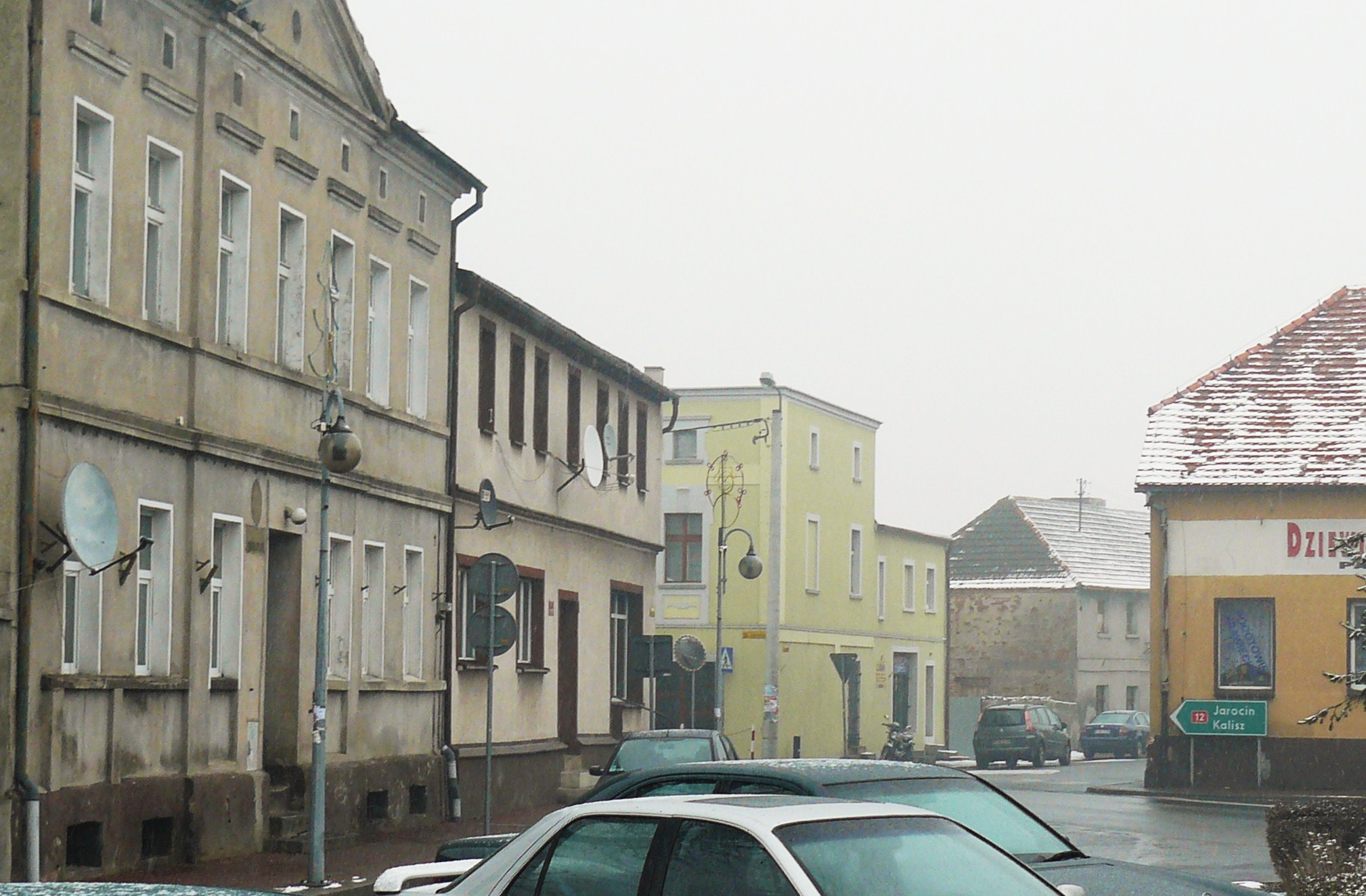
Fragment rynku
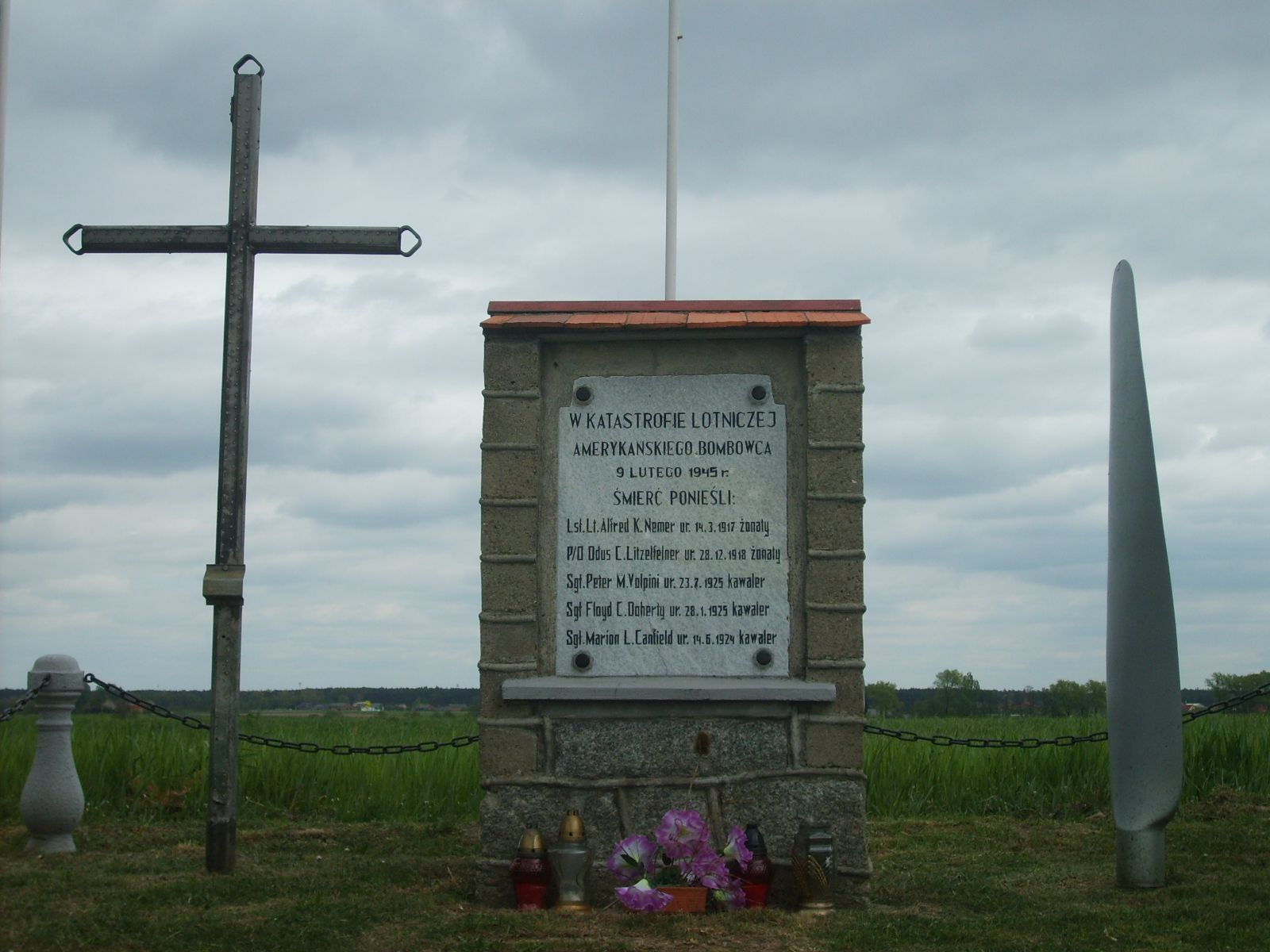
Miejsce śmierci lotników amerykańskich w 1945
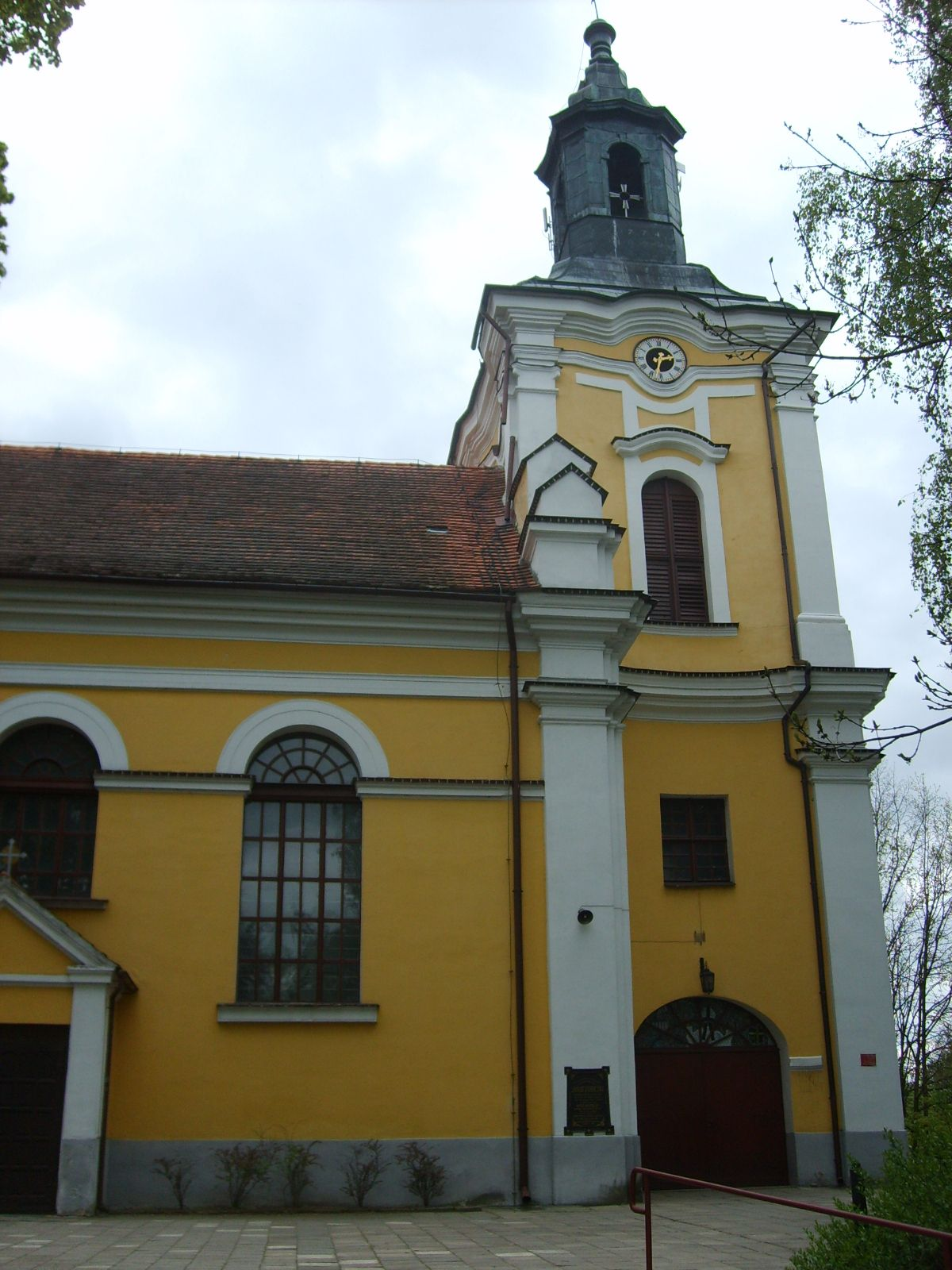
Kościół św. Marii Magdaleny